# Ổn định đối nội, hòa bình đối ngoại

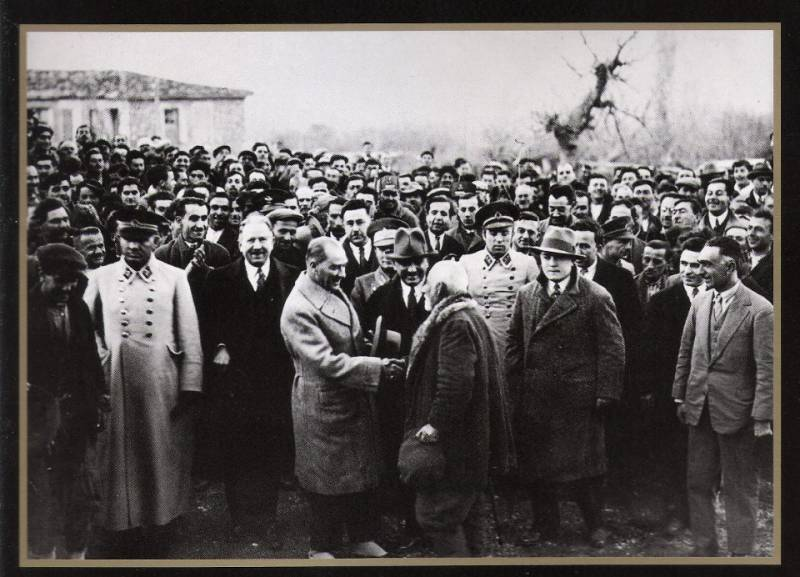
Kemal Atatürk giao đàm với một cư dân thành phố trong chuyến thăm đến Anatolia vào năm 1931.

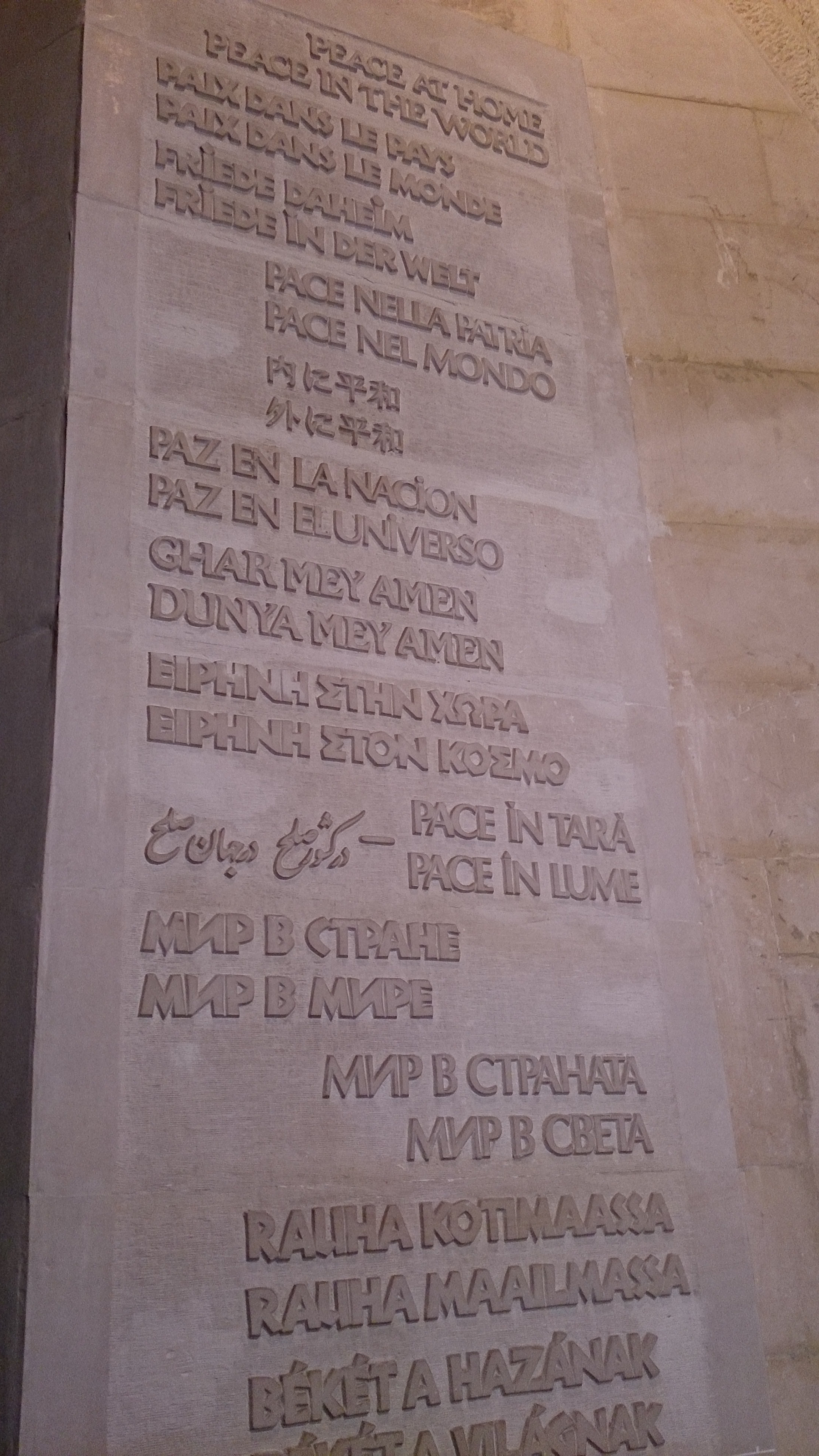
Câu trích dẫn được khắc bằng nhiều ngôn ngữ khác nhau, có ở Hội trường liệt sĩ, Bảo tàng Quân sự Istanbul.

Vào ngày 20 tháng 04 năm 1931, Mustafa Kemal Atatürk - quốc phụ Thổ Nhĩ Kì, lần đầu tiên tuyên bố khẩu hiệu "Ổn định đối nội, hoà bình đối ngoại" (chữ Thổ Nhĩ Kì : Yurtta sulh, cihanda sulh, chữ Anh : Peace at Home, Peace in the World) trước công chúng trong khoảng thời gian thăm viếng Anatolia. Lập trường này về sau được tích hợp và thực thi như một chính sách ngoại giao của nước Cộng hoà Thổ Nhĩ Kì.
Nguyên văn là "Cumhuriyet Halk Fırkası'nın müstakar umumî siyasetini şu kısa cümle açıkça ifadeye kâfidir zannederim: Yurtta sulh, cihanda sulh için çalışıyoruz." Câu này được dịch sang tiếng Việt là "Muốn miêu tả chính sách ngoại giao ổn định và tổng thể của đảng Nhân dân Cộng hoà, tôi lấy một câu ngắn gọn này là đủ : Chúng tôi vì ổn định đối nội, hoà bình đối ngoại mà nỗ lực làm việc".
Đây là nguyên tắc cơ bản trong chính sách ngoại giao của Thổ Nhĩ Kì, đã được ghi vào hiến pháp năm 1961 và năm 1982. Nguyên tắc "ổn định đối nội, hoà bình đối ngoại" có sẵn tính chỉ đạo trong quản lí hành chính nhà nước và các loại hoạt động khác của nhà nước, không chỉ với tư cách là một bộ luật, mà còn là một quy tắc thượng tôn pháp luật. Nguyên tắc này nhằm một mặt đạt được hoà bình và an ninh trong nước, mặt khác thực thi hoà bình và an ninh quốc tế, là nền tảng căn bản của chính sách đối nội và đối ngoại.
Bởi vì thứ tự các từ trong tuyên bố, vế sau được hiểu rằng ổn định trong nước rồi cuối cùng sẽ dẫn đến hoà bình thế giới. Vì vậy, bất kì sự bóp méo nào đối với cái trước cũng sẽ phá hoại hoà bình thế giới. Do đó, nguyên tắc này có thể được coi là sự đe doạ ngầm về việc nước khác không can thiệp vào công việc nội bộ của Thổ Nhĩ Kì, vì điều này sẽ khiến cho Thổ Nhĩ Kì đưa ra lí do để trả miếng.
Đây là một trong những nguyên tắc toàn diện của chủ nghĩa Kemal, trong đó tuyên bố rằng bất kì tình trạng bất ổn nào có thể xảy ra trên thế giới sẽ gây hại cho tất cả mọi người, vì vậy các quốc gia không thể thờ ơ với các vấn đề của các quốc gia khác. "Ổn định đối nội, hoà bình đối ngoại" là một lối diễn đạt kĩ thuật theo nghĩa rộng, đồng thời cũng đề cập đến việc duy trì và tính liên tục của an ninh tập thể và hoà bình thế giới.